# Nina Basovic Brown
Nina Basovic Brown ist eine deutsche Schriftstellerin mit Wurzeln im ehemaligen Jugoslawien. Sie schreibt für Kinder, Jugendliche und Erwachsene.

## Leben und schriftstellerisches Werk
Nina Basovic Brown wurde als Nermina Bašović im oberfränkischen Münchberg geboren und wuchs zusammen mit zwei Geschwistern in der Nähe von Bayreuth und Hof auf. Sie studierte Europäische Betriebswirtschaft in Landshut und Cambridge und arbeitete zunächst in einer PR-Agentur, bevor sie sich ganz dem Schreiben widmete. Sie ist Absolventin der Drehbuchwerkstatt der Filmhochschule München und der Akademie für Kindermedien (Gruppe Spielfilm). Nach der Geburt ihres Sohnes schrieb sie ihren ersten Roman mit dem Titel Leontine, oder warum Pinguine fliegen können und erhielt dafür 2019 das Literaturstipendium des Kulturreferats der Landeshauptstadt München. Seitdem schreibt und veröffentlicht sie hauptsächlich im Bereich Kinder- und Jugendliteratur Romane, schreibt aber auch für Erwachsene. Die Bände von EXIT – Das Buch. Der Adventskalender landeten allesamt auf der Spiegel-Bestsellerliste (Jugendbuch).
Nina Basovic Brown lebt mit ihrer Familie in München.

## Werke

### Als Nina Basovic Brown

#### Romane für Kinder ab 10 Jahren
- Korbjäger, Gulliver bei Beltz & Gelberg 2022, ISBN 978-3-407-81274-2

- Wer ist hier der Alien?, Gulliver bei Beltz & Gelberg 2023, ISBN 978-3-407-81322-0

- Cheerleader, Gulliver bei Beltz & Gelberg 2024, ISBN 978-3-407-81362-6

### Als Nina Brown

#### All-Age ab 12 Jahren – EXIT – Das Buch. Der Adventskalender
- Die düstere Prophezeiung, Kosmos 2022, ISBN 978-3-440-17488-3
- Das Ticket ins Verderben, Kosmos 2023, ISBN 978-3-440-17769-3
- Die Gaben des Bösen, Kosmos 2024, ISBN 978-3-440-17990-1
- Die Intrige im Herrenhaus, Kosmos 22.9.2025, ISBN 978-3-440-18258-1

#### All-Age ab 12 Jahren – Adventure Games – Entdecke die Story
- Die drei ??? – Das Geheimnis der Statue, Kosmos 2023 (Plot)

#### Erwachsenenliteratur
- Advent, Advent, kein Lichtlein brennt, arsEdition 2020, ISBN 978-3-8458-4230-1
- Sein letzter Wunsch, arsEdition 2021, ISBN 978-3-8458-4919-5

## Auszeichnungen
- 2019: Literaturstipendium des Kulturreferats München (6.000 Euro) für das Buchprojekt Leontine, oder warum Pinguine fliegen können,[4][5]

- 2022: Auszeichnung Top-Titel in der Altersgruppe 10+ von boys & books e.V., einem Leseförderprojekt der Hochschule Karlsruhe für Korbjäger[6]

- 2023: Shortlist Goldener Bücherpirat für Korbjäger
- 2024: Shortlist Bad Iburger Literaturpreis Schlossgeschichten für Korbjäger[7]
- 2024: Cheerleader wurde im Rahmen der Münchner Bücherschau 2024 in „Die 100 Besten“ gewählt[8]